# Selenguinsk
Selenguinsk (del ruso: Cеленгинск) es un asentamiento de tipo urbano de la república de Buriatia, en Rusia. Está situada a la orilla izquierda del curso alto del río Selengá —unos 50 km antes de que este desagüe en el lago Baikal—, a 60 km al oeste de Ulán-Udé, la capital de la república. Su población en el año 2010 alcanzaba los 15 307 habitantes.

## Historia
En las décadas de 1630 y 1640 los primeros rusos entraron en tierrsa de Buriatia. Estos eran cosacos, comerciantes y granjeros atraídos por las ricas pieles y el oro. En ese contexto se originó el asentamiento de Selenguinsk en 1665. En 1817 se establecieron misisoneros de la Sociedad Misionera de Londres, con el apoyo del zar Alejandro I, aunque en 1841, la Iglesia ortodoxa rusa consiguió del zar Nicolás I de Rusia que se prohibiera la misión protestante. En tiempos soviéticos se construyó en el lugar una fábrica de celulosa en 1973.

## Economía
Selenguinsk posee una fábrica de celulosa y de cartón (Tselioulozno-kartonny Kombinat, TsKK), puesto en funcionamiento en 1973, que ha constituido una grave fuente de polución para el lago Baikal. La primera depuradora construida en 1989 ha permitido reducir los residuos vertidos al lago, pero la polución del aire subsiste.

## Galería

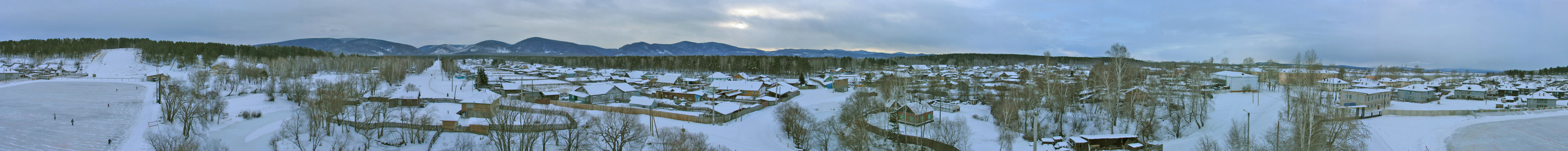
Panorama de Selenguinsk

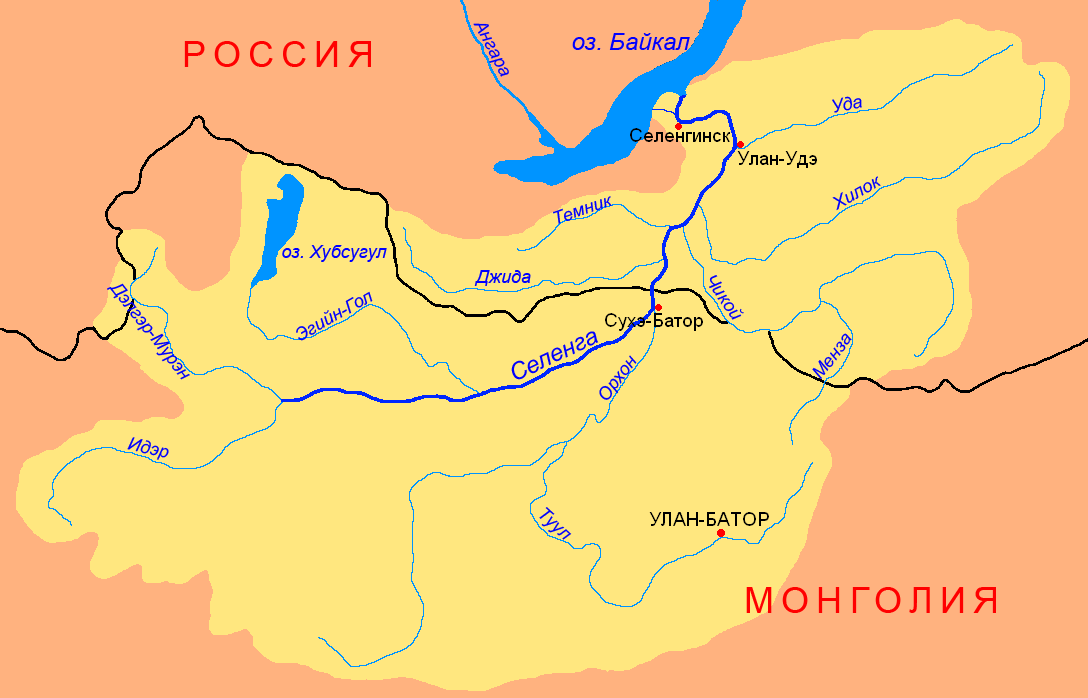
Mapa en ruso del río Selengá (Селенга) en el que aparece Selenguinsk (Cеленгинск)
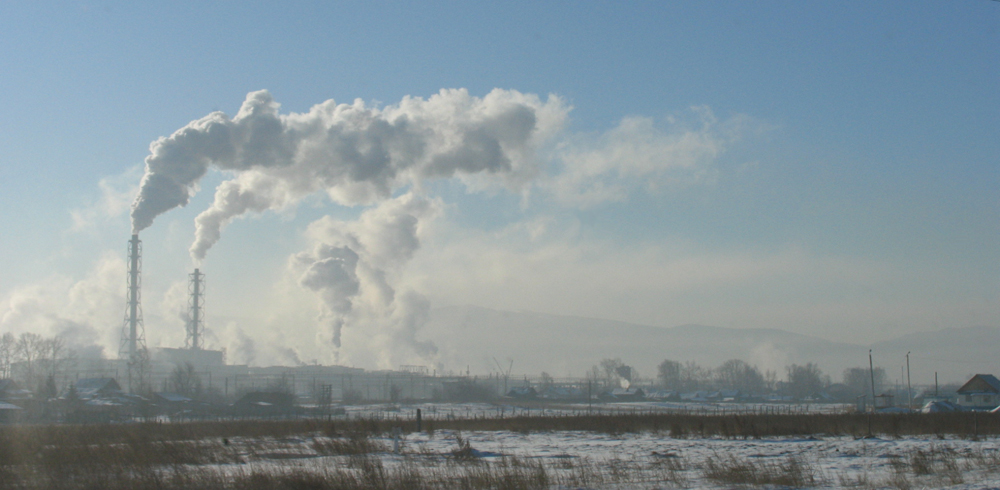
Fábrica de celulosa
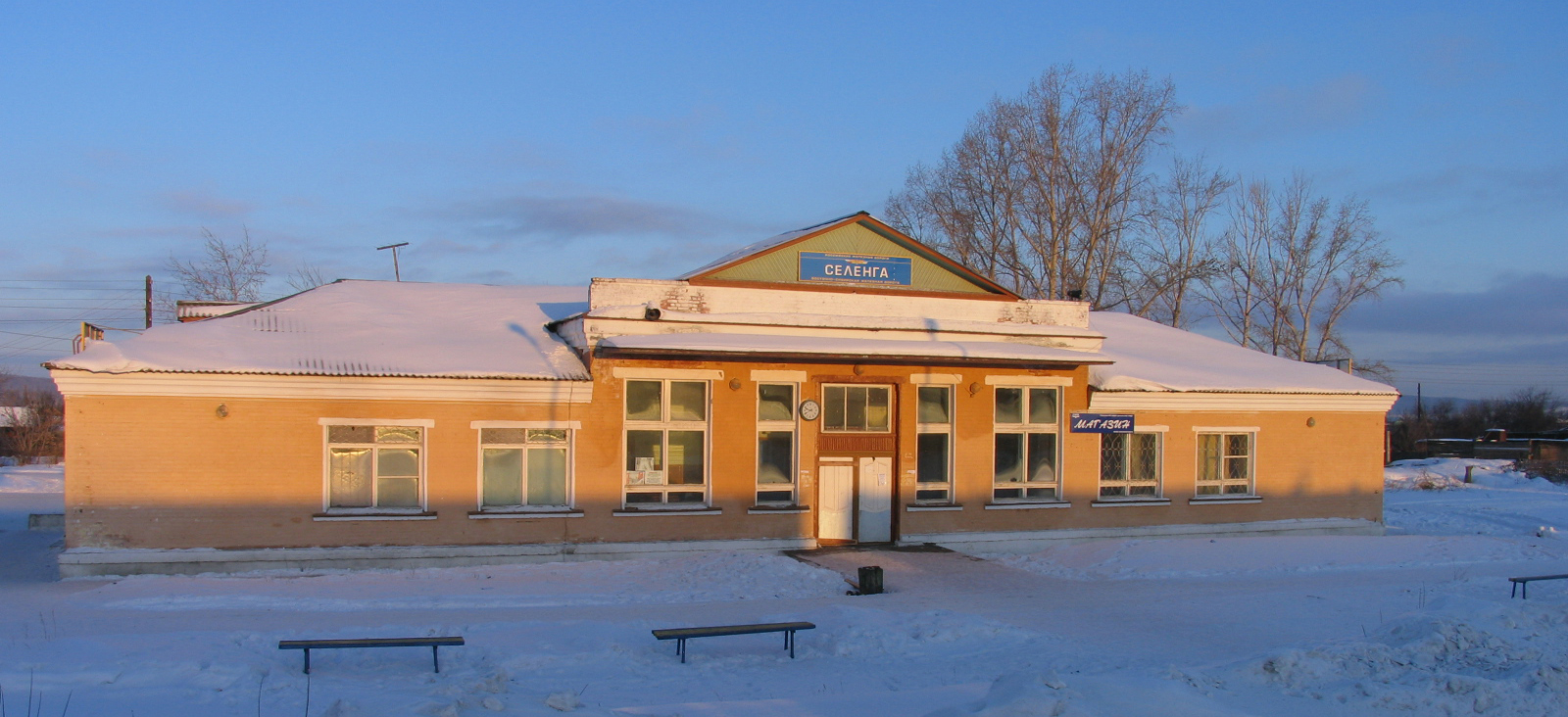
Estación de ferrocarril Selengá
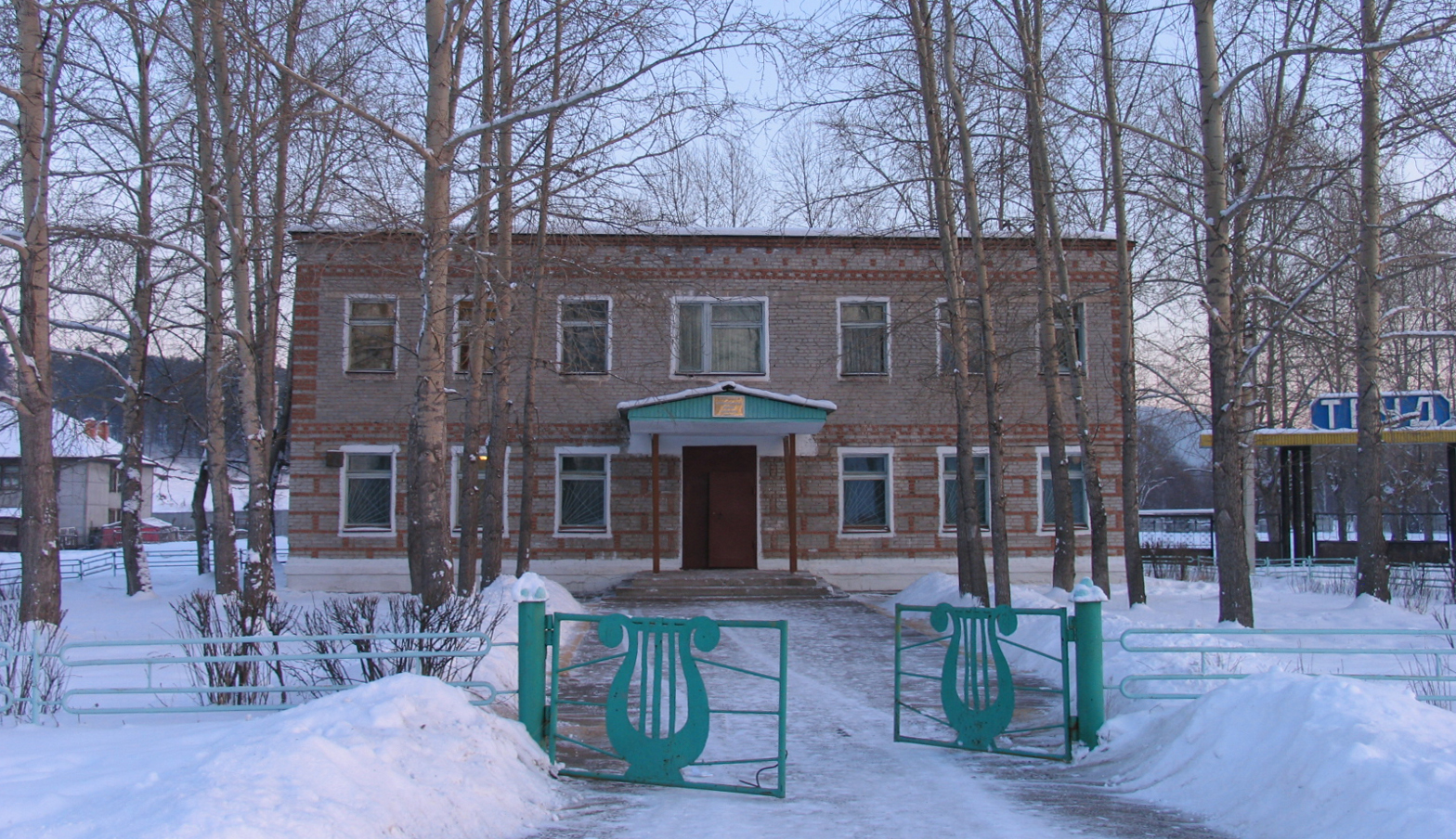
Escuela de artes de Selenguinsk
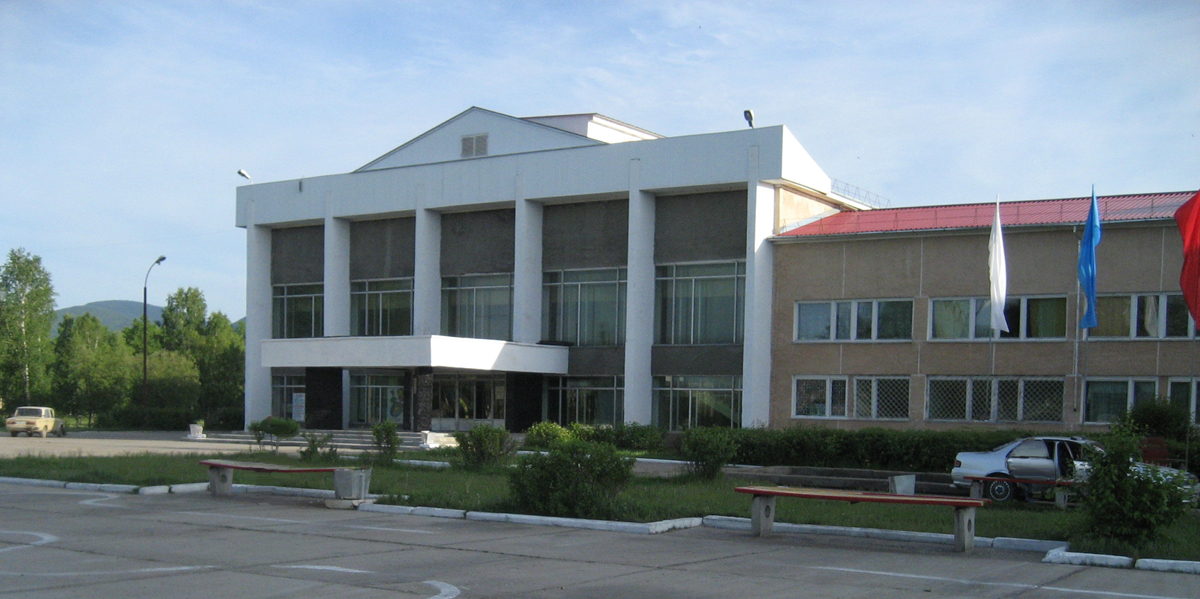
Casa de cultura
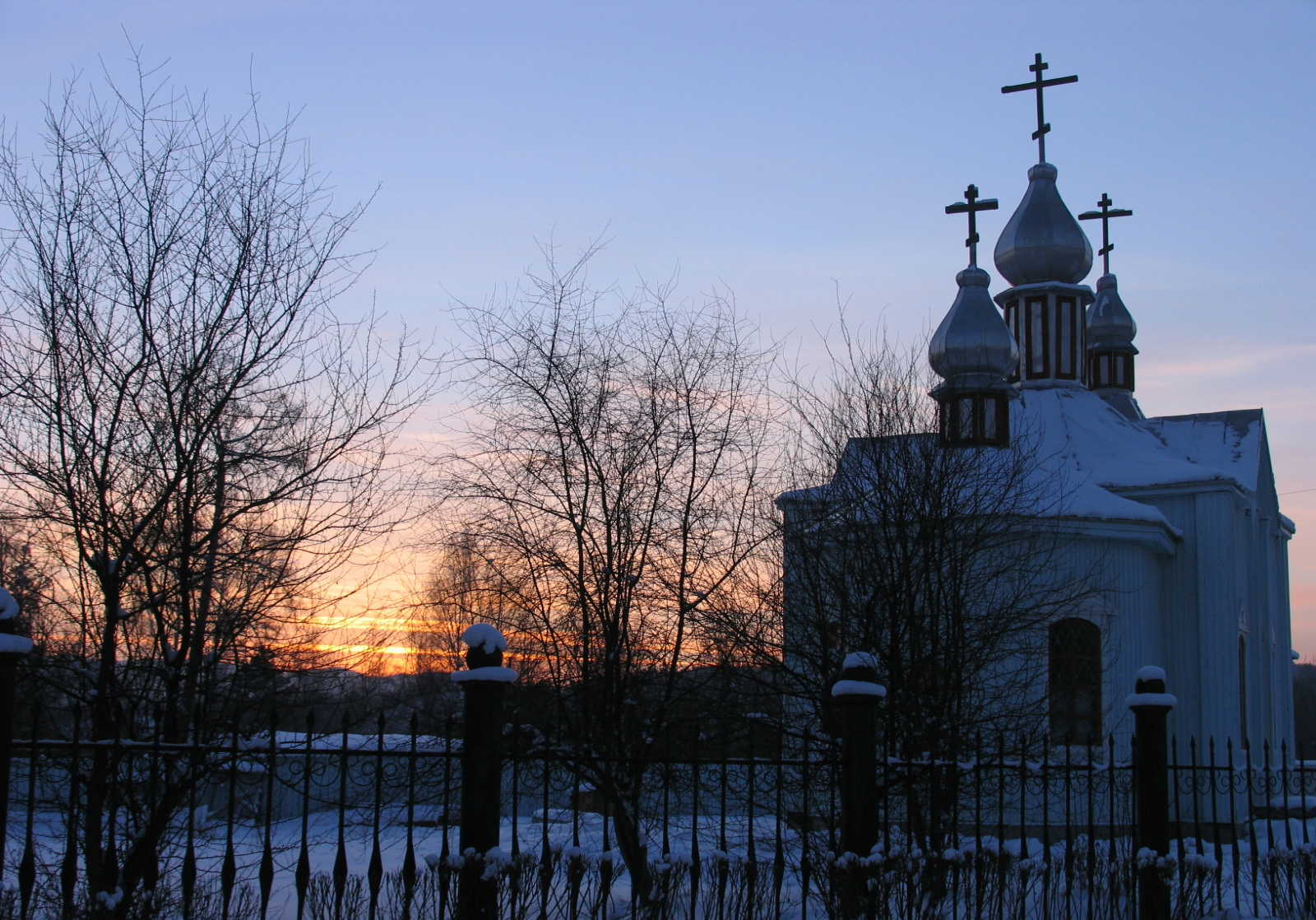
Iglesia ortodoxa